# Wellington International
Die Wellington International sind offene neuseeländische internationale Meisterschaften im Badminton. Austragungsort der Titelkämpfe ist Wellington. Bei den dokumentierten Austragungen konnten Punkte für die Weltrangliste und Preisgeld erspielt werden.

## Die Sieger
| Jahr      | Herreneinzel      | Dameneinzel       | Herrendoppel                  | Damendoppel                   | Mixed                           |
| --------- | ----------------- | ----------------- | ----------------------------- | ----------------------------- | ------------------------------- |
| 1999      | Sachin Ratti      | Rhona Robertson   | David Bamford Peter Blackburn | Tammy Jenkins Rhona Robertson | Daniel Shirley Tammy Jenkins    |
| 2000 2002 | nicht ausgetragen | nicht ausgetragen | nicht ausgetragen             | nicht ausgetragen             | nicht ausgetragen               |
| 2003      | Shoji Sato        | Chie Umezu        | John Gordon Daniel Shirley    | Sara Runesten-Petersen Bei Wu | Travis Denney Kate Wilson-Smith |
| 2004 2024 | nicht ausgetragen | nicht ausgetragen | nicht ausgetragen             | nicht ausgetragen             | nicht ausgetragen               |